# بورگر (تگزاس)
بورگر، تگزاس(به انگلیسی: Borger, Texas) شهری در ایالت تگزاس از ایالات جنوبی ایالات متحده آمریکا است. در سرشماری سال ۲۰۰۰، جمعیت این شهر ۱۴۳۰۲ نفر اعلام شد.